# Dobri Dániel
Dobri Dániel (Zalaegerszeg, 1991. április 13. –) Artisjus-díjas magyar zeneszerző.
2009 óta több mint 60 színpadi mű zenéjét szerezte, és számos koncertdarabját bemutatták Magyarországon, Olaszországban (Róma, Matera, Potenza, Venosa), Szlovákiában (Pozsony, Kassa, Komárom), Németországban (Berlin) és Romániában (Nagyvárad).
Kompozícióit műsorára tűzte a Magyar Rádió Szimfonikus Zenekara, az Óbudai Danubia Zenekar, a Budafoki Dohnányi Zenekar, a székesfehérvári Alba Regia Szimfonikus Zenekar és az Ateneo Musica Basilicata zenekara is.

## Életútja
2021 óta a székesfehérvári Alba Regia Szimfonikus Zenekar rezidens zeneszerzője és művészeti vezetője Dobszay Péter vezető karmester mellett.
2020-ban szerezte meg mesterdiplomáját kiváló minősítéssel a Liszt Ferenc Zeneművészeti Egyetem zeneszerzés szakán Fekete Gyula egyetemi tanár osztályában, majd felvételt nyert a Színház- és Filmművészeti Egyetem Doktori Iskolájába ’A kórusművészet teatralitása’ című kutatási tervével.
2009 óta rendszeresen dolgozik – többek között Bagó Bertalan, Bereményi Géza, Cserhalmi György, Hargitai Iván és Horváth Csaba mellett zeneszerzőként, Magyarország legtöbb jelentős színházában közreműködött már. 2012 óta a székesfehérvári Vörösmarty Színház rezidens zeneszerzője és zenei vezetője, 2020-tól a József Attila Színház zenei vezetőjeként és a Színház- és Filmművészeti Egyetem óraadó tanáraként dolgozik.
A könnyűzene területén is tevékenykedik: 2012-ben Hideg van címmel 12 dalból álló nagylemezt komponált Nagy Péter színművésznek, melynek szövegírója Bereményi Géza. Bereményi és Dobri 2012 óta állandó szerzőtársak.

## Elismerései
2023-ban elnyerte az Artisjus-díjat Az év junior komolyzenei alkotója kategóriában.
2020 őszén PentaTones for Orchestra című zenekari művével III. díjat nyert az Új Magyar Zenei Fórum (UMZF) versenyén. Kompozícióját a döntő gálakoncertjének keretében a Magyar Rádió Szimfonikus Zenekara bemutatta a Művészetek Palotájában Vajda Gergely vezényletével.
2018-ban „Egy másik Róma” című színpadi zeneműve, 2019-ben pedig Theatrum mortis című darabja szerepelt a Romaeuropa kortárs összművészeti fesztivál programjában az olasz fővárosban, ezzel a mai napig egyedüli magyarként, aki két egymást követő évben is meghívást kapott a fesztiválra.
2018-ban kimagasló egyetemi eredményeiért elnyerte a Nemzeti Felsőoktatási Ösztöndíjat.
2018-ban elnyerte a Reconnections – a Jerusalem Academy of Music and Dance és a Liszt Ferenc Zeneművészeti Egyetem közös pályázatának díját, így bemutatták States of Matter című trióját a Zeneakadémia Solti György kamaratermében.
2018-ban meghívást kapott az Ateneo Musica Basilicata nemzetközi kortárszenei workshopra Materába– a résztvevő 8 fiatal európai zeneszerző egyikeként. Ennek eredménye, hogy bemutatták ’Lamento’ című vonós zenekari darabját Európa Kulturális Fővárosában 2019-ben, az olasz zenei élet meghatározó művészeinek előadásában (karmester: Carlo Goldstein).
2017-ben részt vett Nino Zsvania (a tbiliszi Grúz Nemzeti Zeneakadémia dékánja) mesterkurzusán a Zeneakadémián, aki a workshop részeként Klavierstück című négykezesét tanította.
2017-ben elnyerte az Új Nemzeti Kiválóság Program kutatói ösztöndíját Shakespeare-adaptációk az alkalmazott zene területén című tanulmányával, amelyből 2018-ban előadást tartott a Liszt Ferenc Zeneművészeti Egyetemen és a római Conservatorio di Musica Santa Cecilia Egyetemen.
2017-ben a reykjavíki Iceland Academy of the Arts művészeti egyetem ösztöndíjasa volt a Dark Music Days kortárszenei fesztivál keretein belül. Ugyanebben az évben négy hónapos szakmai gyakorlatot töltött el a Római Magyar Akadémián és a Conservatorio di Musica Santa Cecilia Egyetemen. Ezen időszak alatt több sikeres koncertet adott, és saját darabjait is bemutatta az olasz fővárosban.
2016-ban ösztöndíjat nyert a VENI Academy (művészeti vezetők: Daniel Matej, Ivan Siller) nemzetközi experimentális zenei kurzusaira Pozsonyba és Kassára, ill. gitárosként közreműködött a VENI Ensemble szlovák kortárszenei együttes csehországi turnéján.
Dobri zeneakadémiai tanulmányai óta fesztiválok és mesterkurzusok állandó résztvevője, amelyek során a világ legnevesebb művészeivel dolgozhatott együtt. Részt vett Ilya Levinson, Yati Durant, Atli Ingólfsson, Hugi Gudmundsson, Páll R. Pálsson, Mark Simpson, Gianluca Podio és Tomasz Skweres mesterkurzusain.

## Főbb művei

### Koncertdarabok, színpadi művek
- Mozart elsüllyed egy pohár vízben (2021) – kamarazenekari mű (8') – bemutató:  "A csend körei" koncert, Székesfehérvár (Alba Regia Szimfonikus Zenekar, vez.: Dobszay Péter)
- Fanfanfan...fare! (2021) – fúvószenekari mű (6') – bemutató: "Tér-élmény" koncert, Székesfehérvár (Alba Regia Szimfonikus Zenekar, vez.: Dobszay Péter)
- PentaTones for Orchestra (2020) – zenekari mű (14’) – bemutató: Müpa, Budapest (Magyar Rádió Szimfonikus Zenekara, vez.: Vajda Gergely)
- Dobri Dániel – Horváth Csaba – Puskás István: Theatrum mortis (2019) – színpadi zenemű (70’) – bemutatók: Romeauropa Festival 2019, Róma (Olaszország), Zeneakadémia, Budapest
- Bucz Magor – Dankó Richárd – Dobri Dániel – Hodován Milán – Lázár Dániel – Somody Áron – Varga Abigél: A vihar kapujában (2019) – opera (90’) – bemutató: Pécsi Nemzeti Színház, r.: Almási-Tóth András
- Diary – Seven Failed Serenades (2019) – fagott-zongora duó (10’)
- Lamento (2018) – vonós zenekari mű tradicionális délolasz énekhanggal és két ütőhangszeressel (10’) – bemutatók: Matera, Potenza, Venosa (Olaszország), Ateneo Musica Basilicata (vez.: Carlo Goldstein)
- Dobri Dániel – Nemes Nagy Ágnes – Lengyel Balázs: Egy másik Róma (2018) – színpadi zenemű (50’) – bemutatók: Romeauropa Festival 2018, Róma (Olaszország), Zeneakadémia, Budapest, Pozsonyi Magyar Intézet, Pozsony (Szlovákia)
- States of Matter (2018) – hegedű-cselló-zongora trió (10’) – bemutató: a Reconnections magyar-izraeli pályázat győztes darabjaként a Zeneakadémián
- Klavierstück (2017) – zongora négykezes (8’) – bemutató: Nino Zsvania (a tbiliszi Grúz Nemzeti Zeneakadémia dékánja) mesterkurzusán a Zeneakadémián
- Hegedű párok (2017) – 3 tétel 2 hegedűre (10’)
- Lamentation (2017) – fúvósötös (8’)
- 3+1 (2017) – zongora etűdök (15’)
- Revizor Szvit (2017) – kórusmű (15’)
- King Lear Suite (2017) – fúvószenekari mű (25’)
- Theatre Suite (2016) – kamarazenekari mű (15’)
- String Symphony I. (2016) – vonós zenekari mű (20’)

### Színpadi kísérőzenék
- Darvasi László, Márton László, Tasnádi István, Závada Pál: Az ember tragédiája 2.0 (Vörösmarty Színház, Székesfehérvár, r.: Szikora János, Horváth Csaba, Hargitai Iván, Bagó Bertalan, 2020) – zeneszerző
- Ken Kesey: Száll a kakukk fészkére (Kecskeméti Katona József Nemzeti Színház, r.: Bagó Bertalan, 2020) – zeneszerző
- Varsányi Péter: A Hollókirály (Bóbita Bábszínház, Pécs, r.: Varsányi Péter, 2020) – zeneszerző
- Eugene O’Neill: Amerikai Elektra (Kecskeméti Katona József Nemzeti Színház, r.: Horváth Csaba, 2020) – zeneszerző, zenei vezető
- William Shakespeare: Rómeó és Júlia (Vörösmarty Színház, Székesfehérvár, r.: Hargitai Iván, 2019) – zeneszerző
- Fjodor Mihajlovics Dosztojevszkij, Závada Pál: Bűn és bűnhődés (Vörösmarty Színház, Székesfehérvár, r.: Hargitai Iván, 2019) – zeneszerző
- David Seidler: A király beszéde (József Attila Színház, Budapest, r.: Hargitai Iván, 2019) – zeneszerző
- Tennessee Williams: A vágy nevű villamos (Vörösmarty Színház, Székesfehérvár, r.: Bagó Bertalan, 2019) – zeneszerző
- Bertolt Brecht: Baal (Vígszínház, Budapest, r.: Horváth Csaba, 2019) – zeneszerző, zenei vezető
- Paolo Genovese: Teljesen idegenek (Jókai Színház, Komárom, Szlovákia, r.: Hargitai Iván, 2019) – zeneszerző, zenei vezető
- Dobri Dániel, Farkas Bence, Galambos Attila, Sulyok Benedek, Csadi Zoltán: Twist Olivér (Bartók Kamaraszínház és Művészetek Háza, Dunaújváros, r.: Csadi Zoltán, 2019) – zenei vezető, társzeneszerző
- Molnár Ferenc: Az üvegcipő (Jászai Mari Színház, Tatabánya, r.: Czukor Balázs, 2019) – zeneszerző
- Madách Imre: Az ember tragédiája (Vörösmarty Színház, Székesfehérvár, r.: Szikora János, Horváth Csaba, Hargitai Iván, Bagó Bertalan, 2018) – zeneszerző, zenei vezető
- Arnost Goldflam: Dámska satna (Vertigo Szlovák Színház, r.: Garajszki Margit, 2018) – zeneszerző
- Katona József: Bánk bán (Jókai Színház, Komárom, Szlovákia, r.: Hargitai Iván, 2018) – zeneszerző, zenei vezető
- Tasnádi István: Kartonpapa (Vörösmarty Színház, Székesfehérvár, r.: Hargitai Iván, 2018) – zeneszerző
- Fjodor Mihajlovics Dosztojevszkij: A félkegyelmű (Jókai Színház, Komárom, Szlovákia, r.: Martin Huba, 2017) – zeneszerző
- Bertolt Brecht: Jóembert keresünk (Vörösmarty Színház, Székesfehérvár, r.: Bagó Bertalan, 2017) – zeneszerző, hangszerelő, zenei vezető
- Dobri Dániel, Perczel Zita, Jókai Ágnes: A Meseautó magányos utasa (monodráma, Római Magyar Akadémia, Róma, Olaszország, r.: Jókai Ágnes) – zeneszerző
- Borgula András, Németh Virág: Tárlat (performance, a Gólem Színház és a MAZSIHISZ koprodukciója, r.: Borgula András) – zeneszerző, zenei vezető
- Ivan Viripajev: Illúziók (a székesfehérvári Vörösmarty Színház és a Rózsavölgyi Szalon koprodukciója, r.: Hargitai Iván, 2017) – zeneszerző
- Ivan Szergejevics Turgenyev-Brian Friel: Apák és fiúk (Vörösmarty Színház, Székesfehérvár, r.: Bagó Bertalan, 2017) – zeneszerző
- Bohumil Hrabal: Sörgyári capriccio (József Attila Színház, Budapest, r.: Hargitai Iván, 2016) – zeneszerző, zenei vezető
- Beaumarchais: Figaro házassága (Vörösmarty Színház, Székesfehérvár, r.: Hargitai Iván, 2016) – zeneszerző
- Háy János: A Herner Ferike faterja (Vörösmarty Színház, Székesfehérvár, r.: Bagó Bertalan, 2016) – zeneszerző
- Borbáth Péter-Bodor Panna: Sündör és Niru (SZFE, Ódry Színpad, Budapest, r.: Varsányi Péter, 2016) – zeneszerző
- Pintér Béla: Szutyok (Vörösmarty Színház, Székesfehérvár, r.: Hargitai Iván, 2016) – zeneszerző
- Háy János: Házasságon innen és túl (Jászai Mari Színház, Tatabánya, r.: Hargitai Iván, 2015) – zeneszerző
- Reginald Rose: 12 dühös ember (Vörösmarty Színház, Székesfehérvár, r.: Cserhalmi György, 2015) – társzeneszerző, zenei munkatárs
- Ljudmila Ulickaja: Unokám, Benjamin (Rózsavölgyi Szalon, Budapest, r.: Bagó Bertalan, 2015) – zeneszerző
- Nyikolaj Vasziljevics Gogol: A revizor (Győri Nemzeti Színház, Győr, r.: Bagó Bertalan, 2015) – zeneszerző
- Federico García Lorca: Vérnász (Vörösmarty Színház, Székesfehérvár, r.: Horváth Csaba, 2015) – zeneszerző (kórusművek)
- William Shakespeare: Vízkereszt, vagy amit akartok (Jászai Mari Színház, Tatabánya, r.: Hargitai Iván, 2014) – zeneszerző
- Mihail Bulgakov: Őfelsége komédiása (Vörösmarty Színház, Székesfehérvár, r.: Bagó Bertalan, 2014) – zeneszerző
- Fjodor Mihajlovics Dosztojevszkij: A félkegyelmű (Vörösmarty Színház, Székesfehérvár, r.: Hargitai Iván, 2014) – zeneszerző
- William Shakespeare: Rómeó és Júlia (Magyar Színház, Budapest, r.: Nagy Péter, 2014) – zeneszerző
- Bereményi Géza: Az arany ára (Jókai Színház, Komárom, Szlovákia, r.: Bagó Bertalan, 2014) – zeneszerző, zenei vezető
- William Shakespeare: Lear király (Vörösmarty Színház, Székesfehérvár, r.: Bagó Bertalan, 2013) – zeneszerző, zenei vezető
- Arthur Miller: Salemi boszorkányok (Győri Nemzeti Színház, Győr, r.: Bagó Bertalan, 2013) – zeneszerző
- Rideg Sándor: Indul a bakterház (Vörösmarty Színház, Székesfehérvár, r.: Bagó Bertalan, 2013) – zeneszerző, zenekarvezető
- Tasnádi István: Magyar zombi (Jókai Színház, Komárom, Szlovákia, r.: Bagó Bertalan, 2013) – zeneszerző, zenei vezető
- William Shakespeare: Vihar (Katona József Színház, Kecskemét, r.: Bagó Bertalan, 2013) – zeneszerző, zenei vezető
- Ljudmila Ulickaja: Odaadó hívetek, Surik (Rózsavölgyi Szalon, Budapest, r.: Bagó Bertalan, 2012) – zeneszerző
- Herczeg Ferenc: Bizánc (Vörösmarty Színház, Székesfehérvár, r.: Bagó Bertalan, 2012) – zeneszerző, zenekarvezető
- Oleg és Vlagyimir Presznyakov: Csónak (Thália Színház, Budapest r.: Bagó Bertalan, 2012) – zeneszerző, zenész
- Dobri Dániel-Nagy Péter-Hartay Csaba: Nyúlzúg (versszínház, Zalaszentgrót, 2010) – zeneszerző, zenész
- Dobri Dániel-Nagy Péter-Kricsár Kamill: Hovatovább (performance, Zalaszentgrót, 2009) – zeneszerző, zenei vezető
- Színpadi munkáim zenei vezetőként, karmesterként:
- Peter Shaffer: Amadeus (József Attila Színház, Budapest, r.: Koltai M. Gábor, 2020) – zenei vezető
- Fred Ebb, Bob Fosse, John Kander: Chicago (Vörösmarty Színház, Székesfehérvár, r.: Horváth Csaba, 2018) – zenei vezető, karmester
- Murakami Haruki, Frank Galati: Kafka a tengerparton (Vörösmarty Színház, Székesfehérvár, r.: Szikora János, 2018) – zenei vezető
- Bartos Erika: Bogyó és Babóca (Csiky Gergely Színház, Kaposvár, r.: Blaskó Borbála, 2018) – zenei vezető
- Heltai Jenő: Naftalin (Jókai Színház, Komárom, Szlovákia, r.: Hargitai Iván, 2017) – zenei vezető
- Fényes Szabolcs-Harmath Imre: Maya (Szigligeti Színház, Nagyvárad, Románia, r.: Novák Eszter, 2016) – társhangszerelő
- Molnár Ferenc: Az üvegcipő (Szegedi Nemzeti Színház, Szeged, r.: Bagó Bertalan, 2015) – zenei szerkesztő
- Herczeg Ferenc: Kék róka (Szegedi Nemzeti Színház, Szeged, r.: Bagó Bertalan, 2015) – zenei szerkesztő
- Peter Shaffer: Amadeus (Vörösmarty Színház, Székesfehérvár, r.: Hargitai Iván, 2015) – zenei vezető
- Ábrahám Pál-Szilágyi László-Kellér Dezső-Harmath Imre: 3:1 a szerelem javára (a székesfehérvári Vörösmarty Színház és a Gyulai Várszínház koprodukciója, r.: Bagó Bertalan, 2014) – hangszerelő, zenei vezető, karmester
- Lőrinczy Attila: Könnyű préda (Szentendrei Teátrum, Szentendre, r.: Réthly Attila, 2013) – hangszerelő, zenei vezető
- David Greig-Gordon McIntyre: Szentivánéj (Katona József Színház, Budapest, r.: Erdeős Anna, 2013) – zenekarvezető, gitáros
- Karinthy Frigyes-Galambos Péter-Kovács-Cohner Róbert: Tanár úr kérem (Vörösmarty Színház, Székesfehérvár, r.: Galambos Péter, 2013) – gitáros
- Johann Strauss: Denevér (TR Warszawa, r.: Mundruczó Kornél, 2013) – zenei munkatárs
- Mundruczó Kornél: Szégyen (Proton Színház, r.: Mundruczó Kornél, 2012) – zenei munkatárs
- Mundruczó Kornél: Szép napok (Theater Oberhausen, r.: Mundruczó Kornél, 2012) – zenei munkatárs
- Comico Tragedia (Zalaszentgrót, r.: Nagy Péter, 2011) – zenei vezető, zenész
- Pozsgai Zsolt: Boldogság, gyere haza (Griff Bábszínház, Zalaegerszeg, r.: Pénzes Csaba, 2011) – hangszerelő, zenei vezető
- Mundruczó Kornél-Bíró Yvette: Nehéz Istennek lenni (Proton Színház, r.: Mundruczó Kornél, 2011) – zenei munkatárs
- Madách Imre: Az ember tragédiája (Weöres Sándor Színház, Szombathely, r.: Jordán Tamás, 2011) – zenei munkatárs, gitáros
- Madách Imre: Az ember tragédiája (Nemzeti Színház, r.: Alföldi Róbert, 2011) – zenei munkatárs, gitáros
- Lackfi János-Szemenyei János: Csipkerózsa (Bp. Bábszínház, r.: Kuthy Ágnes, 2010) – zenei munkatárs, gitáros
- Színikritikusok díjátadója 2010 (Bp. Bábszínház, r.: Tengely Gábor, 2010) – zenei munkatárs
- Tasnádi István: Paravarieté (Szikra, r.: Tasnádi István, 2010) – zenei munkatárs
- Garaczi László: Ovibrader (Pillanat Színház, Thália Színház, r.: Bagó Bertalan, 2010) – zenész
- Beth Henley: A szív bűnei (Új Színház, r.: Bagó Bertalan, 2010) – zenei munkatárs, zenekarvezető, gitáros
- Chloe Moss: Mr. Pöpec (Pinceszínház, r.: Bagó Bertalan, 2010) – gitáros

### Dalok
- Dániel Dobri–Ágnes Jókai: Canzoni popolari ungheresi (Palazzo Braschi – Rome, Scuderie Estensi – Tivoli, Museo Casa Natale – Palestrina, Italy, 2017-2018)
- Dániel Dobri-Ágnes Nemes Nagy-János Pilinszky: Elmondom én... – song cycle for Orsolya Sáfár, singer of the Hungarian State Opera House (2016)
- Songs for Dorottya Udvaros and György Cserhalmi (2013-2014)
- Dániel Dobri-Balázs Szálinger: Köztársaság (2013)
- Dániel Dobri-Géza Bereményi: Hideg van – LP (2012)

### Filmzene
- Házasság hete (r.: Nagy Péter, 2018)
- Nyugi, rohanok (r.: Wrochna Marcell, 2017)

### Egyéb
- Sophie Brown and The Blahalouisiana Moon Band a Müpából (2018) – hangszerelő
- MR Szimfonik+ a Müpából – Kiscsillag (2014) – hangszerelő, zenei vezető
- Vonalkód (előadói est Kolti Helga színésznővel Tóth Krisztina novelláiból és kortárs költők megzenésített verseiből, 2014) – zeneszerző, gitáros
- Érik a fény (verses előadói est Kolti Helga színésznővel, 2013) – zeneszerző, gitáros

## Díjai, elismerései
- 2020 Új Magyar Zenei Fórum (UMZF) Zeneszerzőverseny III. díj (nagyzenekari kategória)
- 2020 International New Classics Competition of the Moscow Conservatory – elődöntő
- 2019 Színikritikusok Díja – A legjobb zenés/szórakoztató előadás: Chicago
- 2018 Nemzeti Felsőoktatási Ösztöndíj
- 2018 Reconnections – a Jerusalem Academy of Music and Dance és a Liszt Ferenc Zeneművészeti Egyetem közös pályázatának díja
- 2017 Új Nemzeti Kiválóság Program – Shakespeare-adaptációk az alkalmazott zene területén